# 크로미엄OS
크로미엄OS(Chromium OS)는 구글에서 주도하는 오픈소스 프로젝트 및 그 프로젝트에서 개발 중인 오픈소스 운영체제의 명칭이다. 크로미엄OS는 젠투 리눅스를 기반으로 만들어졌다. 크로미움OS는 젠투 리눅스의 fork이며, 젠투 리눅스의 독자적인 운영체제 소스코드의 수정배포판이 크로미움OS이다. 원작자 젠투 리눅스는 fork의 결과물 소스코드를 오픈소스로 공개하는 조건으로 fork를 허락하고 있으며, 이러한 원작자의 결정은 GPL에 따라 법률적 강제력을 지닌다. 이에 따라 크로미움OS는 오픈소스로 공개되어 있으며, 원작자의 결정에 따를 의무가 구글에게 부여되어 있다. 크로미엄OS 프로젝트에서는 설치용 이미지파일을 제공하지 않으며, 이용자 본인이 직접 빌드하여 설치하는 소스코드 상태로만 제공되는 것으로 일반 소비자용이 아니다. 인터넷상의 크로미엄OS 설치를 위한 이미지 파일은 구글이 아닌 익명의 프로그래머가 만들어 배포하는 것이기에 제작자가 악의적 공격자인 경우 멀웨어 감염 등 해킹이 발생한다. 구글에서 만든 크롬OS 및 미국기업 Neverware에서 만든 운영체제 CloudReady는 크로미엄OS를 기반으로 만들어졌다. 젠투 프로젝트가 채택한 GPL 규정에 따라, 크롬OS와 CloudReady에게는 비공개 소스로 배포하는 것이 허용되어 있다. CloudReady는 크롬OS와 달리 다운로드 및 설치가 가능한 이미지파일로 제공되며 기업대상으로는 유료상품으로 판매하며, 가정용으로는 프리웨어로 제공되는 독점 사유소프트웨어이다. 운영체제 CloudReady는 크로미엄OS 배포판 중 가장 인지도가 높아, 비전문가들은 CloudReady와 크로미엄OS를 혼동하는 경우가 상당수 발생한다. 운영체제 CloudReady의 높은 인기에 이를 만든 기업 Neverware는 2020년 12월 17일 구글에게 인수되어 구글 자회사가 되었다.

## 크로미엄OS를 기반으로 한 OS
- 크롬 OS
- 웨일 OS

## 인터페이스
크로미엄OS의 인터페이스는 크로미엄을 브라우저가 아닌 셸로 간주하여 설계되었다. 크로미엄OS를 기반으로 만들어진 구글 크롬OS는 크로미엄OS의 인터페이스를 채택하고 있다.

## 아키텍처
예비 설계 문서에서 구글은 세 가지 아키텍처를 설명하였다.: 펌웨어, 웹 브라우저, 창 관리자. 시스템 수준의 소프트웨어와 유저랜드 서비스도 포함된다.
- 펌웨어는 컴퓨터에 더 이상 일상적이지 않은 플로피 디스크 드라이브와 같은 하드웨어를 찾지 않고 빠른 시동 시간에 기여한다. (특히 넷북)
- 시스템 수준의 소프트웨어는 시동 성능을 개선하도록 개조된 리눅스 커널을 포함하고 있다. 유저랜드 소프트웨어는 업스타트가 관리하기에 필수적인 것만 포함한다.
- 창 관리자는 다른 X 윈도 관리자와 같이 여러 대의 클라이언트 창과의 사용자 상호 작용을 관리한다.

## 같이 보기
- 구글 크롬 OS
- 크로미엄 (웹 브라우저)